# Крайз, Александр Григорьевич
Александр Григорьевич Крайз (28.09.1913 — 05.01.1994) — российский учёный, специалист по трансформаторам, лауреат Государственной премии СССР.
Окончил институт в Германии (1937 или 1938 год).
С мая 1938 по 1951 и с 1956 по 07.08.1991 работал в отделе главного конструктора Московского трансформаторного завода: инженер, старший проектный инженер (1943), начальник бюро (1956), с 1960 зам. главного конструктора.
В 1965—1988 редактор ВИНИТИ (Всероссийский институт научной и технической информации АН СССР).
Кандидат технических наук (1964).
Сочинения:
- Сборка мощных трансформаторов [Текст] : производственно-практическое издание / В. Ш. Аншин, А. Г. Крайз. — М. ; Л. : Госэнергоиздат, 1961. — 463 с. : ил. — (Трансформаторы; вып. 6).
- Трансформаторы для промышленных электропечей [Текст] : производственно-практическое издание / В. Ш. Аншин, А. Г. Крайз, В. Г. Мейксон; Под ред. А. Г. Крайза; Редкол. Г. В. Алексенко [и др.]. — М. : Энергоиздат, 1982. — 296 с. : ил. — (Трансформаторы; вып. 39)

Государственная премия СССР 1978 года (в составе коллектива) — за создание и внедрение в энергетику комплексов мощных силовых высоковольтных автотрансформаторов